# 中華民國駐聖克里斯多福及尼維斯大使列表
本列表為中華民國駐聖克里斯多福及尼維斯歷任大使名錄。

## 中華民國驻圣基茨和尼维斯大使（1984年至今）
1983年10月9日，中华民国与圣基茨和尼维斯建交。
| 姓名   | 到任          | 離任          | 外交衔级 | 外交职务     | 備註              | 備註 |
| ------ | ------------- | ------------- | -------- | ------------ | ----------------- | ---- |
| 王孟显 | 1984年8月     | 1989年12月    | 大使     | 特命全权大使 | 驻 大使兼         |      |
| 刘伯伦 | 1989年12月    | 1992年3月     | 大使     | 特命全权大使 | 驻 格瑞那達大使兼 |      |
| 林尊贤 | 1992年3月     | 1993年12月    | 大使     | 特命全权大使 | 驻 格瑞那達大使兼 |      |
| 徐启明 | 1994年1月     | 1997年10月    | 大使     | 特命全权大使 | 驻 格瑞那達大使兼 |      |
| 张小月 | 1997年12月8日 | 2001年3月8日  | 大使     | 特命全权大使 |                   |      |
| 高青云 | 2001年3月13日 | 2005年7月15日 | 大使     | 特命全权大使 |                   |      |
| 劉振崑 | 2005年7月18日 | 2008年4月28日 | 大使     | 特命全权大使 |                   |      |
| 吳榮泉 | 2008年4月28日 | 2010年9月10日 | 大使     | 特命全权大使 |                   |      |
| 曹立傑 | 2010年9月13日 | 2015年3月     | 大使     | 特命全权大使 |                   |      |
| 丘高偉 | 2015年3月16日 | 2018年8月     | 大使     | 特命全权大使 |                   |      |
| 李志強 | 2018年8月10日 | 2021年6月28日 | 大使     | 特命全权大使 |                   |      |
| 林昭宏 | 2021年7月16日 | 2025年7月     | 大使     | 特命全权大使 | 公使升任          |      |
| 陶令文 | 2025年7月22日 | 現任          | 大使     | 特命全权大使 |                   |      |

## 外部連結
- 中華民國駐聖克里斯多福及尼維斯大使館 （页面存档备份，存于）（繁體中文）（英文）(Facebook （页面存档备份，存于）、Twitter （页面存档备份，存于）)